# 丽泽桥 (北京)
丽泽桥，是北京三环路的一处立交桥梁，位于中国北京市丰台区，在丰北路与西三环路的交汇处，是半苜蓿叶型各方向全互通式立交桥。该桥始建于2004年，投用于2006年7月17日。
 